# L'Étrange Noël du petit Batman
Pour plus de détails, voir Fiche technique et Distribution.
L'Étrange Noël du petit Batman ou Joyeux Noël, petit Batman! au Québec (Merry Little Batman) est un film de Noël d'animation américain réalisé par Mike Roth et sorti en 2023 sur Prime Video.

## Synopsis
Le soir de Noël, Damian Wayne est laissé seul au manoir de son père. Pour protéger la demeure ainsi que la ville de Gotham City, le jeune garçon va se transformer en Little Batman et affronter divers ennemis.

## Fiche technique
Sauf indication contraire, les informations mentionnées dans cette section peuvent être confirmées par la base de données cinématographiques IMDb,  présente dans la section « Liens externes ».
- Titre original : Merry Little Batman
- Titre français : L'Étrange Noël du petit Batman
- Titre québécois : Joyeux Noël, petit Batman!
- Réalisation : Mike Roth
- Scénario : Morgan Evans, Jase Ricci et Etan Cohen, d'après les personnages de DC Comics
- Musique : Patrick Stump
- Décors : Guillaume Fesquet
- Montage : Andy Youn
- Production : Rebecca Palatnik

Producteurs délégués : Sam Register et Mike Roth
Coproduction : Jase Ricci
Producteur associé : James Mosley II
- Sociétés de production : Warner Bros. Animation et DC Entertainment
- Société de distribution : Prime Video
- Budget : N/A
- Pays de production :  États-Unis
- Langue originale : anglais
- Format : couleur
- Genre : animation, super-héros
- Date de sortie[2] : 8 décembre 2023 (sur Prime Video)

## Distribution

### Voix originales
- Yonas Kibreab : Damian Wayne / Little Batman[3]
- Luke Wilson : Bruce Wayne / Batman[4],[3]
- James Cromwell : Alfred Pennyworth[4],[3]
- David Hornsby : le Joker[3],[5]
- Dolph Adomian : Mr. Freeze[6]
- Brian George : le Pingouin[6]
- Theresa McLaughlin : Poison Ivy[6]
- Chris Sullivan : Bane[6]
- Michael Fielding : Terry[6]
- Cynthia McWilliams : Vicki Vale[6]
- Natalie Palamides : Francine[6]
- Reid Scott : le commissaire James Gordon[6]

### Voix françaises
- Faustine Legrand : Damian Wayne / Little Batman
- Adrien Antoine : Bruce Wayne / Batman
- Stéphane Ronchewski : Joker
- Jean-François Lescurat : Alfred Pennyworth
- Ingrid Donnadieu : Francine
- Rémi Caillebot : Terry
- Gilbert Lévy : le Pingouin
- Alice Taurand : Vicki Vale
- Barbara Beretta : Poison Ivy
- Gabriel Le Doze : James Gordon

### Voix québécoises
- Noé Henri Rouillard : Damian Wayne / Petit Batman
- Antoine Durand : Bruce Wayne / Batman
- Maël Davan-Soulas : Joker
- Marc Bellier : Alfred Pennyworth
- Gabriel Lessard : Terry
- Sarah Desjeunes : Francine
- Sébastien Dhavernas : Oswald Copplepot
- Stéfanie Dolan : Poison Ivy
- Éveline Gélinas : Vicky Vale
- Pierre-Étienne Rouillard : Bane
- Martin Boily : Victor

## Production

### Genèse et développement
En septembre 2021, il est annoncé qu'un film d'animation de noël avec Batman et Damian Wayne, Merry Little Batman, est en développement chez Warner Bros. Animation. Il doit alors être diffusé sur HBO Max et Cartoon Network. Scénariste de Regular Show, Mike Roth est annoncé à la réalisation et à la production. Sam Register participe également à la production.
En août 2022, il est révélé que HBO Max renonce aux droits de distribution du film, ainsi que de six autres séries, dont le projet Batman: Caped Crusader. Le film poursuit tout de même son développement alors que le studio recherche un nouveau distributeur. En avril 2023, il est annoncé que Prime Video — qui venait d'acquérir Caped Crusader — diffusera également le film.

### Écriture
Le réalisateur Mike Roth explique que l'équipe a voulu se focaliser sur Damian Wayne en raison de l'aspect Noël du film. Alors que l'idée de mettre en scène un Damian plus âgé qui lutte entre le bien et le mal, comme dans les bandes dessinées, a été envisagée, les scénaristes ont finalement décidé de le représenter plus jeune parce qu'ils préféraient l'idée d'un jeune Damian qui voulait être comme son père. Le réalisateur déclare « C'était un point de départ tellement amusant » qui a donné aux cinéastes « le cœur et la comédie" qu'ils recherchaient pour le film. »
Pour le Joker, les scénaristes s'inspirent en partie de l’interprétation de Bob Fosse en serpent dans Le Petit Prince (1974) car il représente selon eux « l'ennemi parfait d'un petit enfant parce qu'il est fondamentalement comme un grand enfant maussade lui-même - câlin, rusé et apte aux crises de colère rapides et irrationnelles. »

## Sortie et accueil
Initialement prévu sur HBO Max et Cartoon Network, Merry Little Batman sera diffusé dès le 8 décembre 2023 sur Prime Video,.